# Deposito tranviario della Zucca
Il deposito tranviario della Zucca è stato uno storico deposito di tram e autobus della città di Bologna.
È stato per diversi decenni l'unico deposito a servizio della rete tranviaria di Bologna.
L'area dell'ex deposito, al 2023, ospita diversi edifici (tra cui gli uffici aziendali TPER, la sede del Quartiere Navile e il Museo per la memoria di Ustica) e il Parco della Zucca.

## Storia
Nel 1904, in vista della sostituzione dei tram a cavalli con tram elettrici, vi fu realizzata una centrale a vapore.. Negli stessi anni, nel deposito furono erette anche una nuova rimessa e un'officina per le riparazioni delle nuove vetture.
La centrale a vapore fu demolita nel 1928 e sostituita con una sottostazione elettrica di trasformazione (da 1500 a 550 V) e conversione, per alimentare la rete urbana con corrente continua a 550 V.. Poiché la posizione decentrata della sottostazione Zucca rispetto alla rete tranviaria comportava notevoli dispersioni di energia, nella primavera 1928 l'azienda tranviaria acquistò un appezzamento di terreno nei pressi della Certosa, al fine di edificarvi una nuova sottostazione elettrica e un nuovo deposito tranviario. La nuova sottostazione, chiamata Littoriale, entrò in funzione a fine 1928, alimentando le linee Saragozza, Littoriale e Saffi-Scala e permettendo di svolgere servizi a frequenza maggiorata legati alle partite di calcio allo Stadio Renato Dall'Ara, inaugurato nel 1927, e della Commemorazione dei defunti al Cimitero monumentale della Certosa di Bologna.
Nel corso della seconda guerra mondiale, l'ipotesi di possibili bombardamenti sulla città indusse le autorità a prospettare un piano di evacuazione delle vetture tranviarie dal deposito, per evitarne, nell'eventualità di un bombardamento, la distruzione. La Prefettura propose di allestire capannoni-deposito ai capilinea che lo permettevano, ma ATM insistette per l'approntamento di un piano di evacuazione del deposito, garantendo che entro 15 minuti dall'allarme aereo il personale avrebbero potuto allontanare almeno 40 motrici lungo i binari delle linee Corticella e Casaralta. Il piano si sarebbe rivelato inadeguato, a maggior ragione perché gli allarmi antiaerei notturni si moltiplicarono progressivamente, mentre il personale diventava sempre meno sufficiente all'evacuazione auspicata.
I bombardamenti alleati danneggiarono il deposito a più riprese. Si segnalano i bombardamenti del 29 gennaio 1944 (con danni talmente estesi da costringere a sospendere provvisoriamente il servizio sull'intera rete tranviaria di Bologna), del 22 marzo, e poi almeno altri quattro bombardamenti tra aprile e maggio, con danni alle infrastrutture e alle vetture tranviarie, che portarono a una progressiva riduzione del parco rotabile. Il bombardamento del 5 giugno 1944 arrecò il colpo di grazia, con ulteriori danneggiamenti agli edifici del deposito della Zucca e con l'interruzione per una settimana delle linee San Ruffillo, Corticella, Chiesanuova, San Vitale, Zamboni, San Michele in Bosco, Mazzini, Casaralta e Ippodromo.
Il bombardamento del 12 ottobre 1944 fu, per Bologna, il più grave dell'intero conflitto; il magazzino del deposito della Zucca e gli impianti ausiliari dell'adiacente sottostazione andarono completamente distrutti in un incendio causato dal bombardamento.
Nei mesi successivi, i bombardamenti subirono una pausa e il servizio fu parzialmente riattivato: per effetto dei bombardamenti, l'ATM disponeva di 90 vetture funzionanti e l'estensione della rete tranviaria era di poco superiore ai 30 km. Per la parziale inagibilità del deposito della Zucca, alcune vetture venivano ricoverate nottetempo in via Capramozza e in piazza De Marchi, dove a un certo punto iniziarono a subire danneggiamenti e furti.
Al termine della guerra, il 30% dei binari della rete tranviaria cittadina era stato distrutto, così come la metà del deposito della Zucca e circa 80 tra tram e rimorchi. A guerra finita si provvide a ricostruire gli impianti, terminando i lavori entro il 1948.
Dopo la chiusura della rete tranviaria di Bologna, terminata nel 1963, il deposito della Zucca divenne un deposito automobilistico; cessata questa funzione nel 1983, fu ristrutturato conservando le ex rimesse dei cavalli e la palazzina degli uffici.